# Смртоносна мотористика
Смртоносна мотористика је ТВ снимак позоришне представе Атељеа 212, коју је, према драми Александра Поповића, режирао Егон Савин. ТВ режију потписује Миливоје Мишко Милојевић.

## Улоге
| Глумац             | Улога             |
| ------------------ | ----------------- |
| Младен Андрејевић  | Света Апостоловић |
| Ненад Ћирић        | кафеџија Гане     |
| Миша Јанкетић      | чика Драги        |
| Ненад Јездић       | моториста Дуле    |
| Софија Јуричан     | Павица            |
| Милица Михајловић  | Анкица Травица    |
| Дубравка Мијатовић |                   |
| Исидора Минић      | Грација Марела    |
| Тања Пјевац        |                   |
| Нађа Секулић       | полицајка         |